# Znak wywoławczy

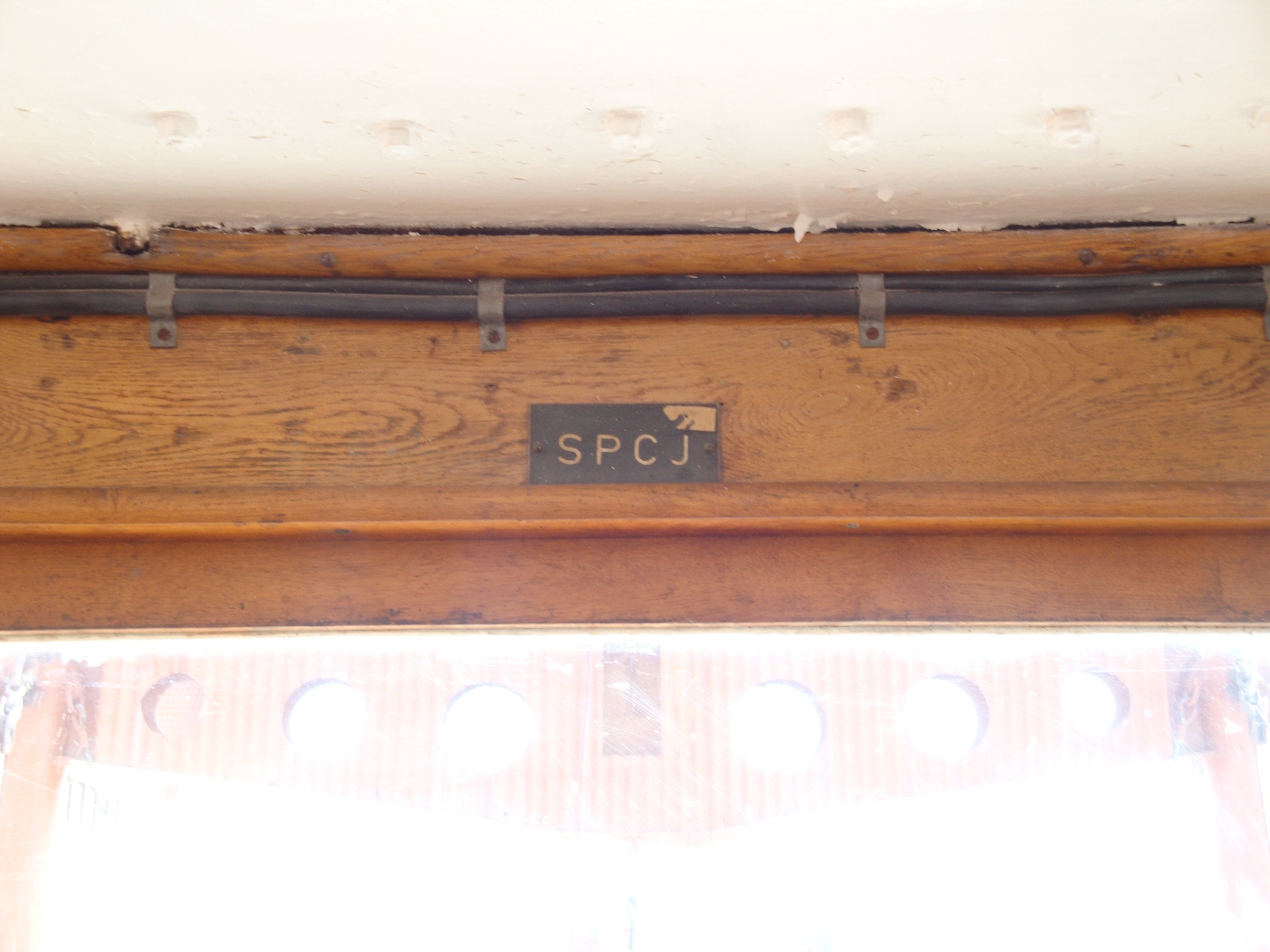
Tabliczka ze znakiem wywoławczym na mostku statku „Sołdek”

Znak wywoławczy (ang. call sign, w skrócie call) – ciąg znaków (liter i cyfr), który posiada każda radiowa stacja nadawcza. Znaki wywoławcze są stosowane w służbie radiowej morskiej, lotniczej oraz w amatorskiej, czyli krótkofalarstwie, przy czym w służbie morskiej używa się w języku polskim określenia sygnał wywoławczy, a nie znak wywoławczy.
Każdy kraj ma przydzielony zakres prefiksów alfabetyczny lub numeryczny, charakterystyczny tylko dla niego, od których ich znak musi się zaczynać. Dane dotyczące posiadacza danego znaku wywoławczego można znaleźć w tzw. callbookach (z ang. book – książka, ang. callbook – książka znaków wywoławczych).

## Prefiksy
Rozdziałem prefiksów zajmuje się Międzynarodowy Związek Telekomunikacyjny. Obecnie we wszystkich służbach radiowych używane są takie same zakresy prefiksów – jednak w różnych służbach istnieje różny ich podział, np. ze względu na typ jednostki lub rodzaj posiadanego pozwolenia radiowego (podział ze względu na klasę posiadanego pozwolenia stosuje się na przykład w USA w służbie amatorskiej).
Przykłady prefiksów na świecie:
- Australia – AX, VH–VN, oraz VZ
- Brazylia – PP–PY oraz ZV–ZZ
- Czad – TT
- Honduras – HQ–HR
- Indie – AT–AW, VT–VW, oraz 8T–8Y
- Japonia – JA–JS, 7J–7N, oraz 8J–8N
- Rosja – R oraz UA–UI
- Wielka Brytania – G, M, VS, ZB–ZJ, ZN–ZO, ZQ oraz 2
- USA – W, K, N, oraz AA–AL

## Służba amatorska

### Znaki w Polsce
W Polsce używane są następujące prefiksy: HF, SN, SO, SP, SQ, SR, 3Z, przy czym prefiks SR ma zastosowanie jedynie dla stacji bezobsługowych (pozwolenie radiowe kat. 5: przemienniki, radiolatarnie itp.). Po prefiksie następuje część numeryczna – cyfra od 0 do 9 – oraz maksymalnie 4 znakowy sufiks (przy czym ostatni znak musi być alfabetyczny). Znaki dłuższe (do 7 znaków w sufiksie) są wydawane tylko w ramach pozwoleń dodatkowych (np. dla stacji okolicznościowych).
Opcjonalnym elementem znaku jest tzw. łamanie, które może oznaczać następujące sytuacje:
- /p – stacja pracuje ze sprzętu przenośnego lub innego miejsca we własnym okręgu (np. SP2AAA/p)
- /m – praca z pojazdu ruchomego (statek na wodach terytorialnych, samochód, rower, pociąg) (np. SQ4BBB/m)
- /cyfra – praca chwilowo z innego okręgu (np. SP5CCC/9)
- /mm – praca ze statku na wodach międzynarodowych (np. SP1WWW/mm)
- /am – praca z powietrza (bez dodatkowego pozwolenia radiowego w przypadku paralotni, jednak może być potrzebna dodatkowa zgoda na pracę z samolotu) (np. SP7EEE/am)
- /d – praca z miejsc katastrof i klęsk żywiołowych (z ang. disaster, katastrofa, np. SP9ABC/d)
- /QRP – praca z transceivera o małej mocy (poniżej 5W)